# Надбискуп
Надбискуп (лат. archiepiscopus, грч. ἀρχιεπίσϰοπος) је виши степен у оквиру бискупског чина, првенствено у Римокатоличкој цркви, као и у неким другим црквама које такође припадају западном хришћанству.
У Православној цркви и неким другим црквама које припадају источном хришћанству, постоји степен архиепископа у оквиру епископског чина.
Јединица под управом надбискупа назива се надбискупија.

## Јурисдикција
Надбискуп се налази на челу надбискупије. Бискупија се назива надбискупијом кад је ријеч о средишту једне црквене покрајине — метрополије — или кад је ријеч о историјској бискупији. Надбискуп на челу метрополије је уједно и метрополит. Из историјских разлога постоји и изузетак од правила да је метрополит увијек надбискуп, наиме римски бискуп — папа — није надбискуп, иако је метрополит. Надбискуп се од бискупа разликује чашћу, али не и светим редом: разлика између њих није сакраментална, него функционална. Зато бискуп, када постаје надбискуп, не мора примити нови сакрамент.

## Врсте
У Римокатоличкој цркви постоје и надбискупи који нису метрополити. Три су врсте таквих надбискупа:
- титуларни надбискупи — надбискупи угашених надбискупија чији наслов носе. Такви надбискупи често дјелују у Римској курији или као нунцији;
- надбискупи у бискупијама које носе назив надбискупије, премда нису сједиште метрополије. Нпр. надбискуп Стразбура је је непосредно подређен папи, а надбискуп Авињона је суфраган марсејског надбискупа. У Хрватској је у таквом положају Задарска надбискупија која је непосредно подређена папи;
- бискупи који добију титулу надбискупа ad personam, а да њихова бискупија не постане надбискупијом. У том случају, титула надбискупа остаје везана за особу, као почасна титула.

## Надбискупи
Неки од данашњих надбискупа на простору бивше Југославије:
- надбискуп београдски Станислав Хочевар
- надбискуп барски Рок Ђонлешај
- надбискуп врхбосански Томо Вукшић
- надбискуп загребачки Јосип Бозанић
- надбискуп сплитско-макарски Дражен Кутлеша
- надбискуп ријечки Иван Девчић
- надбискуп ђаковачко-осјечки Марин Сракић
- надбискуп задарски Желимир Пуљић